# Maha (Sängersklavin)
Maha, arabisch مها, geb. im 9. Jahrhundert, gest. im 9./10. Jahrhundert, war eine Sängersklavin im Besitz der bekanntesten Sängersklavin Arib al-Mamuniyya. Sie lebte im Abbasiden-Kalifat des 9. Jahrhunderts.

## Leben
Maha war wie Bidʿa al-Kabīra eine von mehreren Sklavinnen im Besitz der ehemaligen und bekanntesten aller Sängersklavinnen, Arib al-Mamuniyya (geb. um 790, gest. um 880). Maha wird in den Quellen als schöne und äußerst talentierte Sängerin und Dichterin beschrieben. Nach einem Bericht bei Abū l-Faradsch al-Isfahānī verkaufte ein Mann namens Schara'ih al-Maliki ein Landgut für 30.000 Dirham und erwarb dafür Maha.

## Rezeption
In der klassisch-arabischen Literatur wird Maha unter bei Abū l-Faradsch al-Isfahānī (897–967) und in Ibn Fadlallah al-Umaris (1301–1349) Hauptwerk, dem Lexikon Masālik al-abṣār fī mamālik al-amṣār in seinem Kapitel über bekannte Sängersklavinnen erwähnt.

## Wissenswertes
Maha ist ein typischer Sklavinnenname und bedeutet wörtlich Oryxantilope.

### Arabische Primärquellen
- Ibn Fadlallah al-Umari (1301–1349): Masālik al-abṣār fī mamālik al-amṣār. Ins Deutsche übersetzt von Yasemin Gökpinar: Der ṭarab der Sängersklavinnen: Masālik al-abṣār fī mamālik al-amṣār von Ibn Faḍlallāh al-ʿUmarī (gest. 749/1349): Textkritische Edition des 10. Kapitels Ahl ʿilm al-mūsīqī mit kommentierter Übersetzung, Ergon Verlag, Baden-Baden 2021.

### Sekundärliteratur
- Yasemin Gökpinar: Der ṭarab der Sängersklavinnen: Masālik al-abṣār fī mamālik al-amṣār von Ibn Faḍlallāh al-ʿUmarī (gest. 749/1349): Textkritische Edition des 10. Kapitels Ahl ʿilm al-mūsīqī mit kommentierter Übersetzung, Ergon Verlag, Baden-Baden 2021.